# المسجد العتيق (إسنا)
الجامع العتيق (إسنا) يعتبر من أهم مساجد إسنا ، ويعرف كذلك باسم الجامع العمرى، وهذه التسمية الأخيرة تكاد تطلق على أقدم مسجد في كل إقليم أو منطقة من مناطق مصر وذلك نسبة إلى أن جامع عمرو بن العاص هو أول مسجد أنشئ في مصر الإسلامية، ويرجع تاريخ هذا المسجد إلى العصر الفاطمى.

## وصفه
تهدم المسجد القديم وجدد عدة مرات فتغيرت معالمه الأصلية ولم يبق منه غير المئذنة التي تقع في الركن القبلى من الواجهة الغربية للمسجد. وقد طرأ على قاعدتها بعض التغيير أثناء العمارة التي أجريت للباب الغربي سنة 1295هجرية. وعلى قاعدة المئذنة مزولة من عمل خليل أفندى إبراهيم مهندس الخريطة الفلكية سنة 1287هجرية. وقد ثبت على يمين المحراب لوح من الرخام مقاسه 29× 58 سم مكتوب عليه بالخط الكوفي بسم الله الرحمن الرحيم (إنما يعمر مساجد الله من آمن بالله واليوم الآخر وأقام الصلاة وآتى الزكاة ولم يخش إلا الله فعسى أولئك أن يكونوا من المهتدين (صلوات الله وبركاته على مولانا والإمام المستنصر بالله أمير المؤمنين وعلى آبائه الطاهرين وأبنائه الأكرمين أمر بعمارة هذا الجامع المبارك السيد الأجل أمير الجيش سيف الإسلام ناصر أبو النجم بدر المستنصرى أدام الله قدرته، وأعلى كلمته القاضي أبا الحسن على بن أحمد بن النضر فأسس في النصف من ذى الحجة سنة تسع وستين وأربعمائة وسقف في النصف من شهر ربيع الأول سنة سبعين وأربع مائة وفقه الله لمرضاته وأعانه على طاعته كما يصرف اهتمامه إلى عمارته".
وتعتبر مئذنة جامع إسنا من أقدم المآذن المؤرخة في مصر الإسلامية، وعلى غرارها أنشئت مآذن الوجه القبلى، كما بقيت اللوحة التذكارية لإنشائها وهي مثبتة على يسار المحراب مكتوبة بالخط الكوفي ونصها:
بسم الله الرحمن الرحيم (إنما يعمر مساجد الله من آمن بالله واليوم الآخر وأقام الصلاة وآتى الزكاة ولم يخش الا الله فعسى أولئك أن يكونوا من المهتدين(. أمر بإنشاء هذه المئذنة الأجل المنتخب فخر الملك سعد الدولة تاج المعالى ذو العز بن حسام أمير المؤمنين أبو منصور سارتكين الجيوشى نصره الله وظفره وأحسن عونه في شهور سنة أربع وسبعين وأربعمائة، ابتغاء مرضاة الله وثوابه ورجاء الدار الآخرة والأمن من عقابه وحشره مع مواليه صلوات الله عليهم أجمعين ورحم من ترحم عليهم آمين يا رب العالمين".